# Science Applications International Corporation
Science Applications International Corporation (SAIC) est une entreprise spécialisée dans les services pour le secteur de la défense.
SAIC se classait en 2023 au 31e rang mondial pour la production d'armement.

## Historique
En septembre 2013, SAIC scinde ses activités de deux nouvelles entités, la plus petite de deux, spécialisée dans le conseil pour les gouvernements, garde pour nom Science Applications International Corporation, quand la plus grande, davantage spécialisé dans les aspects techniques des services pour les gouvernements, est renommée Leidos.
En septembre 2018, SAIC annonce l'acquisition d'Engility Holdings pour 1,5 milliard de dollars.

Ancien logo.